# Marelisa Gibson
Marelisa Gibson Villegas (Caracas, 26 agosto 1988) è una modella venezuelana, eletta Miss Venezuela nel 2009.

## Biografia
Ex studentessa di architettura presso l'Università Centrale del Venezuela Marelisa Gibson è di origini svedesi ed è un'estimatrice di Le Corbusier, Santiago Calatrava, Ludwig Mies Van Der Rohe e Renzo Piano. È stata la sesta Miss Miranda a vincere il titolo di Miss Venezuela, consegnatole il 24 settembre 2009. Ha inoltre ottenuto il riconoscimento Best Face.
In seguito ha rappresentato il Venezuela a  Miss Universo 2010, svoltosi a Las Vegas il 23 agosto, ma non è riuscita ad entrare nelle quindici finaliste, fatto accaduto soltanto tre volte in venticinque anni di concorso.